# Куба (фильм)
«Куба» — драматический фильм режиссёра Ричарда Лестера с участием Шона Коннери о событиях на Кубе в 1959 году незадолго до Кубинской революции.

## Сюжет
Коннери играет британского наемника майора Роберта Дэйпса, который путешествует по Кубе, находящейся на грани революции с властью диктатора Фульхенсио Батисты, в попытках подавить партизанское движение. Он встречает свою бывшую любовницу Александру (Брук Адамс), забытую своим кубинским мужем Хуаном Пулидо (Крис Сарандон). Фильм заканчивается захватом Гаваны революционерами Фиделя Кастро и бегством Дейпса на одном из последних транспортов с острова.

## В ролях
| Актёр           | Роль                       |
| --------------- | -------------------------- |
| Шон Коннери     | майор Роберт Дейпс         |
| Брук Адамс      | Александра Лопес де Пулидо |
| Джек Уэстон     | Ларри Гутман               |
| Гектор Элизондо | капитан Рафаэль Рамирес    |
| Денхолм Эллиотт | Дональд Скинер             |
| Мартин Болсам   | генерал Бельо              |
| Крис Сарандон   | Хуан Пулидо                |
| Данни де ла Пас | Хулио Медерос              |
| Лонетт МакКи    | Тереса Медерос             |
| Алехандро Рей   | Фаустино                   |
| Уолтер Готелл   | дон Хосе Пулидо            |
| Вольф Моррис    | Фульхенсио Батиста         |
| Дэвид Раппапорт | Иисус                      |